# Sarcozona praecox
Sarcozona praecox är en isörtsväxtart som först beskrevs av Ferdinand von Mueller, och fick sitt nu gällande namn av Stanley Thatcher Blake. Sarcozona praecox ingår i släktet Sarcozona och familjen isörtsväxter. Inga underarter finns listade i Catalogue of Life.